# Hilary Dwyer
Hilary Dwyer (Liverpool, 6 de mayo de 1945 - 30 de marzo de 2020), también conocida como Hilary Heath, fue una actriz, empresaria y productora de cine inglesa. Es conocida por su actuación en papeles de películas como Witchfinder General (1968) y Wuthering Heights (1970). También actuó en teatro en Londres. En 1974 se casó con el agente de talentos Duncan Heath, con quien tuvo dos hijos, y ayudó a fundar Duncan Heath Associates, que más tarde se convirtió en el Independent Talent Group. Se divorciaron en 1989. Más adelante en su carrera, bajo su nombre de casada, "Hilary Heath", produjo el exitoso largometraje An Awfully Big Adventure (1995), así como remakes televisivos de Rebecca de Daphne du Maurier (1997) y  Primavera romana de la Sra. Stone (2003) de Tennessee Williams. Su papel final fue en la producción de la miniserie de 2014, Jamaica Inn.

## Primeros años
Dwyer era hija de un cirujano ortopédico. De joven, practicó ballet y se convirtió en una pianista talentosa. Se formó en teatros de repertorio y apareció en el escenario del Bristol Old Vic.

## Carrera como actriz

Vincent Price

Dwyer ha intervenido en varias películas de terror distribuidas por American International Pictures a fines de la década de 1960 y principios de la de 1970, especialmente su primer largometraje, Witchfinder General (1968) de Michael Reeves, protagonizado por Vincent Price, en el que interpretó a Sara Lowes, y dio un "rendimiento sensible ... inteligente y articulado". Sobre el papel, Dwyer recordó más tarde "No creo que me di cuenta de que era la estrella". Dwyer disfrutó trabajar con Reeves, describiéndolo como "excelente, nos hicimos muy buenos amigos". En una entrevista de 2010 en el Festival de Cine de Southend, Dwyer describió su entrevista para Witchfinder General como su "primera llamada de casting", en la que estaba "absolutamente aterrorizada" porque "no conocía a nadie".
También apareció en The Oblong Box (1969) y Cry of the Banshee (1970), ambos nuevamente con Price. Sobre trabajar con Price, ella dijo: "Adoré a Vincent... Interpreté a su amante, su hija y su esposa. Y él dijo, 'si alguna vez interpretas a mi madre, me casaré contigo'".
También actuó en Wuthering Heights de Robert Fuest (1970). Banshee fue su última aparición en el cine. Sus muchos papeles en televisión incluyen The Prisoner, The Avengers, Hadleigh y Van der Valk. Su última aparición en televisión fue en un episodio de Space: 1999 en 1976. 
También tuvo una exitosa carrera en el escenario. En 1970 apareció en The Importance of Being Earnest y en Arms and the Man en el Theatre Royal, Bath, y más tarde en una gira con el Bristol Old Vic. En 1978, actuó en la obra Whose Life Is It Anyway? junto a Tom Conti en el Mermaid Theatre de Londres.

## Carrera de producción
Comenzó una carrera como productora a mediados de la década de 1980 bajo su nombre de casada Hilary Heath. En 1988 ganó un Premio CableAce por la película de televisión The Worst Witch (1986). Heath es acreditada como Productora o Productora Ejecutiva por varias películas, incluyendo largometrajes como Criminal Law (1988) y An Awfully Big Adventure (1995), protagonizadas por Hugh Grant y Alan Rickman. También produjo los remakes de TV de Rebecca de Daphne du Maurier (1997) y The Roman Spring of Mrs. Stone de Tennessee Williams (2003). En 2014, fue productora ejecutiva de la miniserie Jamaica Inn. 

## Vida personal
En 1973, estableció la agencia de talentos Duncan Heath Associates con su entonces futuro esposo, Duncan Heath, quien ahora es el copresidente de Independent Talent Group Ltd. En una entrevista de 2002 en el Financial Times, Heath dijo de Dwyer "Ella me presentó a mucha gente, si no fuera por ella no habría sucedido".
Se casaron en 1974 y se divorciaron en 1989. Tuvieron dos niños, Laura y Daniel.
Dwyer murió en torno a la primera semana del mes de abril de 2020 por complicaciones relacionadas con COVID-19, según su ahijado.

## Filmografía

### Largometrajes
| Año  | Película                           | Papel                  | Director       |
| ---- | ---------------------------------- | ---------------------- | -------------- |
| 1968 | Witchfinder General                | Sara Lowes             | Michael Reeves |
| 1969 | The Body Stealers                  | Julie Slade            | Gerry Levy     |
| 1969 | The Oblong Box                     | Lady Elizabeth Markham | Gordon Hessler |
| 1969 | The File of the Golden Goose       | Ann Marlowe            | Sam Wanamaker  |
| 1969 | Two Gentlemen Sharing              | Ethne Burrows          | Ted Kotcheff   |
| 1970 | <i id="mwtw">Wuthering Heights</i> | Isabella Linton        | Robert Fuest   |
| 1970 | Cry of the Banshee                 | Maureen Whitman        | Gordon Hessler |

### Televisión (incompleto)
| Año  | Programa de Televisión | Papel                | Director           |
| ---- | ---------------------- | -------------------- | ------------------ |
| 1965 | About Religion         | Gladys               |                    |
| 1967 | ITV Play of the Week   | Anthea               | Christopher Hodson |
| 1967 | The Avengers           | Hilary               | Robert Asher       |
| 1967 | The Prisoner           | Number Seventy-Three | Pat Jackson        |
| 1968 | Z Cars                 | Rita Pearson         | John Glenister     |
| 1969 | Callan                 | Jenny Lauther        | Robert Tronson     |
| 1969 | Special Branch         | Sarah Landring       | Jonathan Alwyn     |
| 1972 | Van der Valk           | Nana Schneers        |                    |
| 1973 | Hadleigh               | Jennifer Caldwell    |                    |
| 1976 | Space 1999             | Laura Adams          | Ray Austin         |